# ليزلي إيفرسن
ليزلي إيفرسن (بالإنجليزية: Leslie Iversen)‏ هو عالم أدوية بريطاني، ولد في 31 أكتوبر 1937 في إكزتر في المملكة المتحدة.